# Фрейман, Карл Владимирович
Карл Влади́мирович фон-Фре́йман (3 ноября 1861 — 20 ноября 1920) — русский генерал-майор, герой Первой мировой войны.

## Биография
Евангелическо-лютеранского вероисповедания. Сын генерал-майора.
Окончил 6-ю Варшавскую гимназию (1880). В службу вступил в 1881 году рядовым на правах вольноопределяющегося в лейб-гвардии Гренадерский полк. В 1884 году выдержал экзамен при 2-м Kонстантиновском военном училище и был произведен в подпрапорщики.
Чины: подпоручик (1885), поручик (1889), штабс-капитан (1897), капитан (1900), полковник (1907), генерал-майор (1914).
С 1886 года состоял батальонным адъютантом. Затем был командующим полковой учебной командой (1891—1895), командующим 3-й роты (1897) и командиром 13-й роты (1897—1905). Участвовал в первой переписи населения 1897 года. С 1908 года командовал 2-м батальоном Гренадерского полка, с 1910 — состоял старшим штаб-офицером.
8 марта 1913 года назначен командиром 85-го пехотного Выборского полка, с которым вступил в Первую мировую войну. Участвовал в походе в Восточную Пруссию. Был награждён Георгиевским оружием
За то, что в боях с 30 сент. по 6 окт. 1914 г., командуя полком, захватил с боя последовательно несколько позиций и затем удерживал в течение 6-ти дней наступление превосходных сил противника, не взирая на потери, достигшие 50% состава полка.
2 октября 1915 года назначен командиром бригады 111-й пехотной дивизии, а 11 марта 1917 — командующим 192-й пехотной дивизией.
Позднее в 1917 году с семьей переехал в Новгород, служил писарем. Был арестован большевикам и заключен в тюрьму. Умер от болезни. 

## Семья
Был женат, имел двоих детей.

## Награды
- Орден Святого Станислава 3-й ст. (1903)
- Орден Святой Анны 3-й ст. (1906)
- Орден Святого Станислава 2-й ст. (1910)
- Орден Святой Анны 2-й ст. (ВП 6.12.1913)
- Орден Святого Владимира 4-й ст. с мечами и бантом (ВП 03.01.1915)
- Орден Святого Владимира 3-й ст. с мечами
- Георгиевское оружие (ВП 11.03.1915)
- Орден Святого Станислава 1-й ст. с мечами (ВП 08.01.1916)
- мечи к ордену Святого Станислава 2-й ст. (ВП 29.09.1916)

Иностранные:
- болгарский Орден Святого Александра 5-й ст. (1898).